# Arnolec
Obec Arnolec (dříve též Arnulec, německy Arnoletz, Arnoldshof) se nachází v okrese Jihlava v Kraji Vysočina. Žije zde 202 obyvatel. Leží asi 18 kilometrů východně od Jihlavy a 124 kilometrů jihovýchodně od Prahy.

## Název
Název vesnice byl odvozen od osobního jména Arnold a znamenalo "Arnoldův majetek" (nositelem jména nejspíš byl opat třebíčského kláštera Arnold doložený v letech 1228–1239). V němčině se jméno psalo vždy Arnoletz, což svědčí, že německé jméno vzniklo z českého, nikoli naopak (ačkoli samo základové osobní jméno Arnold je německého původu).

## Historie
První písemná zmínka o obci pochází z roku 1407. Po vzniku patřila k měřínskému proboštství a k majetku třebíčského kláštera, který kraj kolonizoval. Pod Měřín spadal až do 2. poloviny 15. století, poté ho do roku 1491 vlastnil Jan z Lomnice a krátce se hlásil k panství Pernštejnů. Arnolcem vedla stará obchodní stezka nazývaná Uherská, 11. března 1522 právě zde pražská šlechta vítala krále Ludvíka Jagellonského. Od počátku 16. století se počítal k rudoleckému panství, jež zdědila Anna z Rudolce s manželem Janem z Vranova, jehož poručník Beneš Krčma z Koněpas dal Arnolci v roce 1544 odúmrť. V roce 1552 se majitelem stal Václav Chroustenský z Malovar a Chroustenic. V období 1622–1919 byli vlastníky Collaltové. Dne 26. prosince 1897 tu založil sbor dobrovolných hasičů nadučitel Petr Kuta. V letech 1869-1930 spadala obec pod okres Jihlava, v letech 1950-1961 pod okres Jihlava-okolí a od roku 1961 znovu pod okres Jihlava.
V roce 1955 tady vzniklo Jednotné zemědělské družstvo, postupně se slučovalo s ostatními menšími JZD, až se v roce 1976 přeměnilo v JZD Mír se sídlem ve Zhoři. V roce 1992 se družstvo transformovalo a majetek byl navrácen původním vlastníkům.
Právo užívat znak a vlajku bylo obci uděleno rozhodnutím předsedy Poslanecké sněmovny Parlamentu České republiky dne 14. března 2002.

## Přírodní poměry
Arnolec leží v okrese Jihlava v Kraji Vysočina. Nachází se v mírné kotlině 10 km jižně od Bohdalova, 3,5 km západně od Černé, 7,5 km severozápadně od Měřína, 2 km severozápadně od Jersína, 11 km jihovýchodně od Polné a 3 km jihovýchodně od Stáje. Geomorfologicky je oblast součástí Křižanovské vrchoviny a na rozhraní dvou jejích podcelků Brtnická vrchovina a Bítešská vrchovina, v jejichž rámci spadá pod tři geomorfologické okrsky Měřínská kotlina, Arnolecké hory a Řehořovská pahorkatina. Průměrná nadmořská výška činí 540 metrů. Nejvyšším okolním bodem je kopec Havlina s 706 m n. m., dále tu stojí 2 km od obce vzdálený vrch Na Horách (700 m n. m.). Pramení zde řeka Balinka. V katastru obec se nacházejí 3 rybníky, Mlýnský, Rychtářský a Nikl. Katastrem obce prochází evropské rozvodí Labe-Dunaj. V katastru obce se nachází přírodní památka Rychtářský rybník.

## Obyvatelstvo
V roce 1880 zde v 53 domech žilo 393 obyvatel, kteří se hlásili k české národnosti. Podle sčítání 1930 zde žilo v 59 domech 354 obyvatel. 353 obyvatel se hlásilo k československé národnosti. Žilo zde 352 římských katolíků.
| Rok            | 1850 | 1869 | 1880 | 1890 | 1900 | 1910 | 1921 | 1930 | 1950 | 1961 | 1970 | 1980 | 1991 | 2001 | 2011 | 2021 |
| Počet obyvatel | 324  | 357  | 393  | 390  | 379  | 374  | 376  | 354  | 247  | 271  | 247  | 241  | 228  | 184  | 157  | 174  |
| Počet domů     | -    | 51   | 52   | 53   | 53   | 55   | 56   | 59   | 61   | 59   | 58   | 59   | 64   | 64   | 64   | 70   |

## Obecní správa a politika

### Místní části, členství ve sdruženích
Obec se rozkládá na katastrálním území Arnolec a nečlení se na místní části či základní sídelní jednotky.
Arnolec je členem Dobrovolného svazku obcí Mikroregionu Polensko a Místní akční skupiny Českomoravské pomezí.

### Zastupitelstvo a starosta
Obec má sedmičlenné zastupitelstvo, v jehož čele stojí starosta Ladislav Fiala.
| Období    | Voliči | Účast v % | Mandáty | Výsledky                 | Starosta       |
| --------- | ------ | --------- | ------- | ------------------------ | -------------- |
| 2006–2010 | 147    | 39,46     | 7       | 7 Za rozvoj obce Arnolec | Ladislav Fiala |
| 2010–2014 | 143    | 46,85     | 7       | 7 Za rozvoj obce Arnolec | Ladislav Fiala |
| 2014–2018 | 127    | 78,74     | 7       | 7 Za rozvoj obce Arnolec | Ladislav Fiala |

### Znak a vlajka
V roce 2002 udělil Parlament České republiky obci právo používat vlastní znak a vlajku. Obecní symboly vycházejí z heraldiky rodu Collalto at San Salvatore, který ves vlastnil od počátku 17. století. V praporu se zelenají 3 špice, které mají připomínat vrcholky Arnoleckých hor.

## Hospodářství a doprava
Funguje tu obchod se smíšeným zbožím a hostinec. V obci má provozovnu pekárna Lapek. Arnolec stojí podél silnice II. třídy č. 348 (Polná–Měřín). Dopravní obslužnost zajišťují dopravci ICOM transport a ZDAR. Autobusy jezdí ve směrech na Jihlavu, Jamné, Nadějov, Bohdalov, Žďár nad Sázavou, Měřín, Velké Meziříčí a Polnou.

## Školství, kultura a sport
Již na počátku 19. století se v obci vyučovalo, ovšem první stálou školní budovu místní vystavěli až v roce 1814. Nová školní budova vznikla v roce 1881 a roku 1937 byla výuka rozdělena do dvou tříd. Školu zrušili v roce 1976 kvůli nedostatku žáků, děti dojíždějí do základních škol ve Zhoři či Měříně. V roce 2002 u příležitosti stého výročí narození Josefa Toufara obecní úřad vydal knihu Arnolec 1407 – 2002. Stojí zde kulturní dům a sportoviště s hřišti určenými na kopanou, volejbal a tenis.

## Pamětihodnosti
- Kaple svatého Vendelína uprostřed návsi – jednolodní stavba se sedlovou střechou byla postavena v rustikálním novorománském[15] sakrálním stylu roku 1874.[8] Byla vysvěcena roku 1875 měřínským děkanem. Věž v průčelí je završena cibulovitou bání s dvojramenným křížem. V ní visí dva zvony vysvěcené roku 2007, z nichž jeden nese jméno Vendelín. Na oltáři je obraz svatého Vendelína od Anny Thořové z Prahy. Na místě dnešní kaple stála dříve menší kaplička s věžičkou a zvonem z roku 1848 o váze 70 kg. V roce 1908 byl zakoupen ještě jeden větší zvon. Oba zvony byly 18. dubna 1942 zrekvírovány.[24]
- Kaple svaté Anny stojí v polích asi půl kilometru na východ od obce. V roce 1734 ji nechal postavit tehdejší majitel brtnického a černického panství Antonín Rombald, hrabě z Collalto et St. Salvatore. Má obdélníkový tvar. Je v barokním stylu rustikálního charakteru. Hladkou fasádu člení v rozích pilastry s římskou hlavicí, vršek kryje valbová střecha.[25]
- Smírčí kříž zvaný „Baba“ – tyčí se v polovině cesty (cca 1 km od Arnolce) mezi Stájí a Arnolcem, měl by to být nejvyšší kamenný kříž na Vysočině,[8] rozměry 143-98-30,[15] pravděpodobně pochází z období křižáckých válek, stojí pod lesem „Řezníkovo boroví“, připomíná násilnou smrt pěšího posla na tehdejší cestě z Čech na Moravu, tato frekventovaná trasa se také jmenovala podle této památky „U kamenného kříže“. Nejpravděpodobnější varianta je, že kříž připomíná setkání krále Ludvíka Jagellonského s českými stavy 11. března 1522. Monolitický kříž s okosenými hranami, ramena i tělo se postupně rozšiřuje
- Pamětní deska připomínající zdejšího rodáka Josefa Toufara – nachází se na jeho rodném domě čp. 1, je to nízký domek naproti autobusové zastávce, deska je zde umístěna od roku 1992.[15][26] Na jeho počest se zde v roce 2002 konala mše.[15]
- Obrázek svaté Trojice – nachází se při cestě do zdejších hor, vyobrazení má připomínat nehodu s jelenem

## Osobnosti
V roce 1902 (14. července) se zde v domě s hostincem a hospodářstvím  narodil P. Josef Toufar, kněz známý v souvislosti s tzv. Číhošťským zázrakem. Byl komunisty neprávem obviněn, že tento zázrak připravil, byl proto v lednu 1950 zatčen a po krátké době zemřel na následky krutého mučení při výsleších.